# 京成白鬚線
白鬚線（しらひげせん）は、かつて東京府東京市向島区（現・東京都墨田区）の向島駅から白鬚駅までを結んでいた京成電気軌道（後の京成電鉄）の鉄道路線（廃線）である。「白髭線」は誤表記。

## 路線データ
- 路線距離（営業キロ）：1.4 km[1]
- 軌間：1372 mm[1]
- 駅数：4駅（向島駅、白鬚駅含む）
- 複線区間：全線複線（後年単線化されたとの説あり）
- 電化区間：全線電化（直流600 V）

## 路線概要
もともとは王子電気軌道（現在の都電荒川線）への連絡を目指して建設された路線の一部で、三ノ輪橋停留場まで延長し、相互直通することを目論んでいた。その第一期として1928年に、現在の押上線の京成曳舟駅 - 八広駅間にあった向島駅から、隅田川に架かる白鬚橋の東側にあった白鬚駅までの区間が開業した。
当時の京成電気軌道は押上駅がターミナル駅であり、都心へのルート確保に苦悶していた。隅田川を挟んだ浅草への延長は東武鉄道だけに認められ、京成にはなかなか認められなかった（焦った京成は東京市会を巻き込んだ京成疑獄事件を引き起こすことになる）。そのため、当時同じ東京川崎財閥の影響下にあった王子電気軌道との直通で何とか都心へのルート確保を目指したのである。当時の京成は王子電気軌道と同じ1,372 mm軌間であるため、直通は容易であった。しかしながら、向島駅の配線は押上方から直通可能な分岐であったとされ、さらに王子電気軌道に直通したとしても都心への直接のルートにはならないため、やや存在意義に疑問の残る路線であった。
その後、京成は1930年に上野 - 筑波山までの免許を保有していた筑波高速度電気鉄道を吸収し、1933年に上野公園駅 - 青砥駅の新線を開業させたため存在意義を失ってしまった。さらに東京市から平面交差していた道路の都市計画による立体交差を義務付けられたことも重なり、開業から8年後の1936年には早くも全線が廃止となった。白鬚線が分岐していた向島駅も1943年に休止され、1947年に廃止された。なお、京成は廃線敷をバス専用道路に改築する計画を当局に提出していたが、実現することなく宅地として売却された。
沿線地域は路線廃止後に宅地化が著しく進んだため、現在では白鬚線の痕跡を見つけることは極めて困難となっている。向島駅跡は工事などの際の作業基地や向島にあった都営地下鉄浅草線の車両基地（向島検修場）への信号場などとして幾度か利用されている（「向島駅」の項目参照）。また、白鬚駅跡はかつて白鬚橋病院が立地していたが、移転後の2022年以降は老人ホームの敷地となり、入口には駅跡であることを示す看板が建っている。なお、白鬚線の廃止直後の様子が永井荷風の小説『濹東綺譚』の中に描かれている。

## 運行概要
1934年9月15日改正当時
- 列車本数：5 - 0時の間において、ほぼ16分間隔で運転
- 所要時間：全線4・5分

開業当初は押上から直通運転されていたものの、乗客が少ないことからほどなく向島駅に白鬚線専用ホームが作られ、線内折り返しでの運転が中心になっていた。その後単線化されたようであり、晩年は単行電車が終日線内を往復していたという。

## 歴史
- 1918年（大正7年）5月1日 軌道特許状下付（南葛飾郡寺島村大字寺島字水道向-同村同大字字馬場間）[3]。
- 1920年（大正9年）6月21日 特許失効（南葛飾郡寺島村大字寺島字馬場十番地-同村同大字字馬場八番地間 工事施工ノ認可ヲ得サルタメ）[4]。
- 1928年（昭和3年）4月7日 開業[1]。
- 1936年（昭和11年）3月1日 全線廃止[5]。

## 駅一覧
向島駅 - 長浦駅 - 京成玉ノ井駅- 白鬚駅

## 接続路線
- 向島駅：京成押上線（向島駅は、白鬚線廃止後の1943年に休止、1947年に廃止）
- 京成玉ノ井駅：東武伊勢崎線（玉ノ井駅、白鬚線廃止後の1987年に東向島駅と改称）